# Pavillon Phanmun
Le pavillon Phanmun est un bâtiment nord-coréenne situé dans la partie nord de Panmunjeom (dans la Joint Security Area), qui est en face du bâtiment sud-coréen la Maison de la Paix. Il a été construit en septembre 1969, c'est un bâtiment de deux étages à 80 mètres au nord de la Maison de la Paix.
Pour le sommet inter-coréen d'avril 2018, Kim Jong-un a quitté le pavillon Phanmun à 9 heures (UTC+08:30) et a atteint la Ligne de Démarcation militaire à Panmunjeom.

Carte de Panmunjeom (Joint Security Area)
Ligne de Démarcation militaire
Bâtiments sous administration nord-coréenne
Bâtiments sous administration conjointe des Nations Unies et de la Corée du Sud

## Galerie

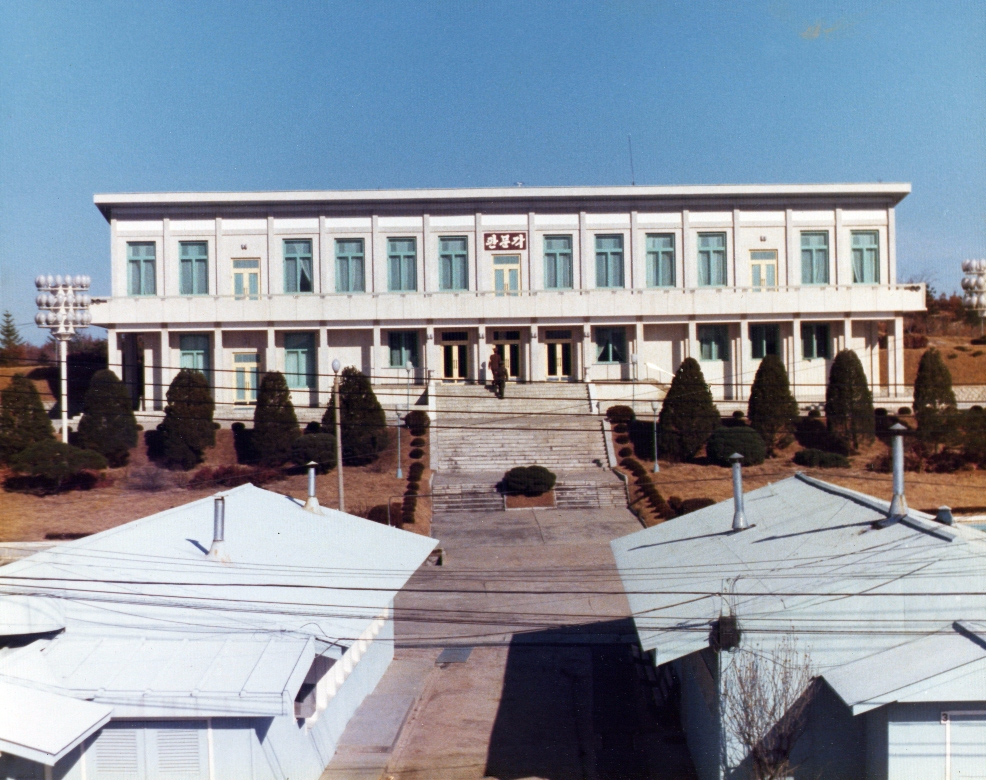
En 1976
Une caravane de 501 bovins et 50 véhicules du fondateur de Hyundai, Chung Ju-yung, a pénétré en Corée du Nord devant le Panmungak en 1998.
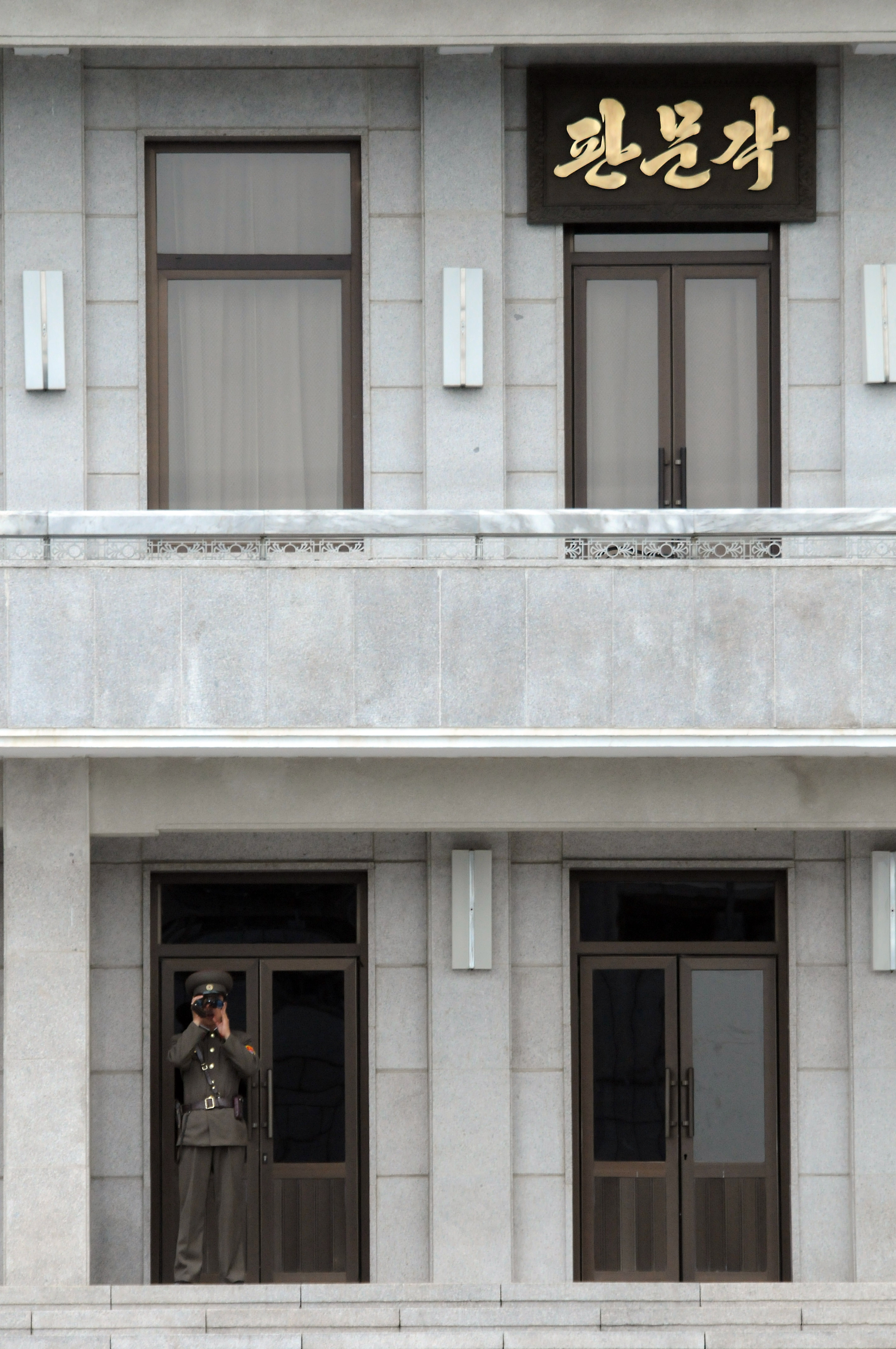
En 2008
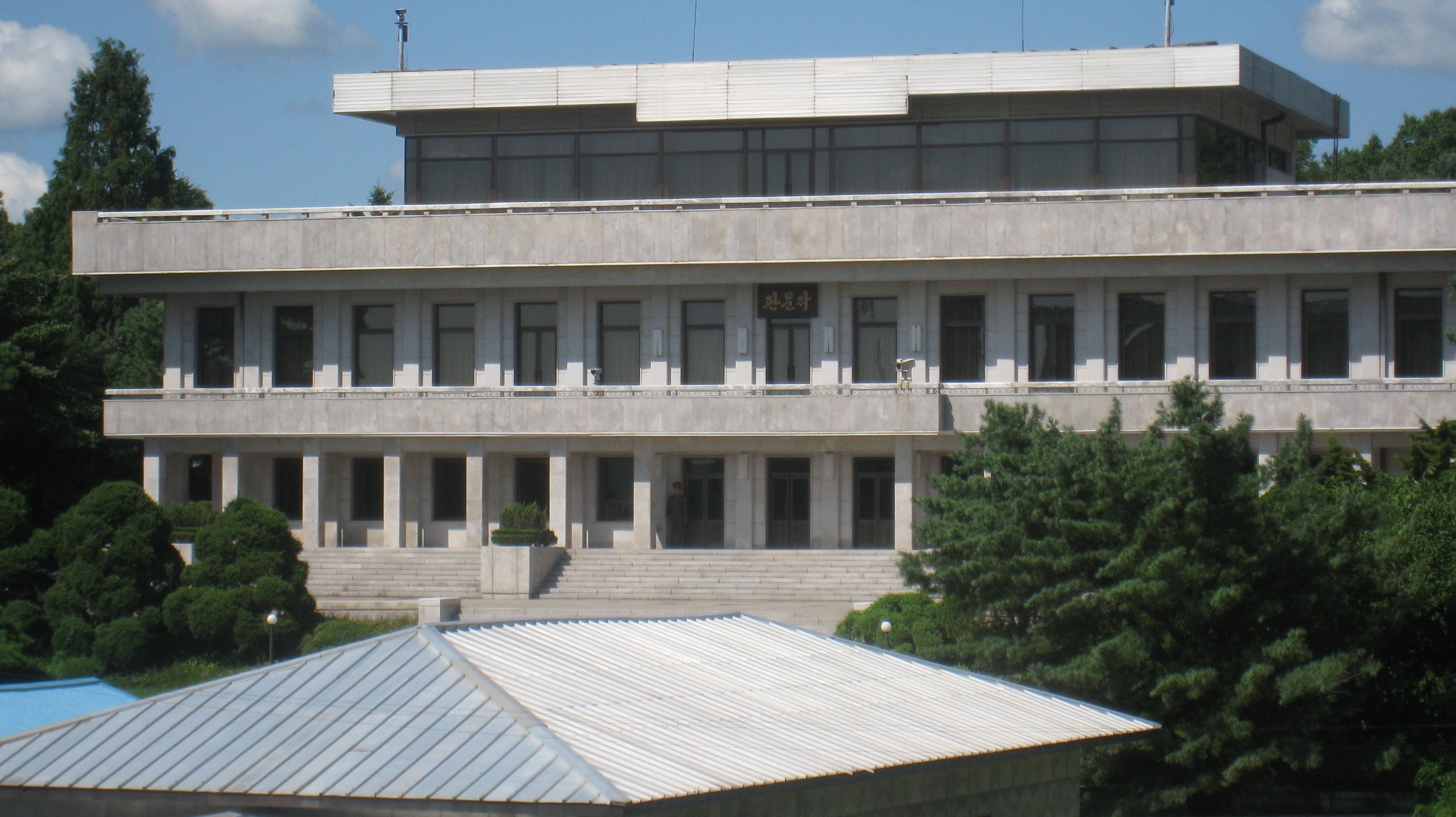
En 2009